# 上海市老年医学中心
上海市老年医学中心又稱复旦大学附属中山医院闵行梅陇院区，是位於中華人民共和國上海市闵行区梅陇镇春申路2560号的一家老年病三级综合性醫院，占地面积16172平方米，总建筑面积约13万平方米，有6栋单体，由复旦大学附属中山医院管理运营。上海市老年医学中心主要管理团队和临床专家由复旦大学附属中山医院派驻。

## 歷史
上海市老年医学中心原本是闵行的「地区医疗护理康复中心」在建项目。後來上海當局為了應對老齡化，決定將項目改成「上海市老年医学中心」。上海市老年医学中心建設由上海建工一建集团总承包，2018年12月13日开工。2019冠狀病毒病上海市疫情期間，仍在建設中的上海市老年医学中心是新冠肺炎救治临时定点医院之一，2022年3月22日起由复旦大学附属中山医院全面接管，4月13日起主要收治新冠阳性合并基础疾病患者。2022年10月，上海市老年医学中心项目竣工。
2023年4月24日，上海市老年医学中心试运行，當時只開設8個临床科室以及5个检验检查科室。2023年10月22日正式开业，临床科室拓展至33个。首任院長為复旦大学附属中山医院院長樊嘉。